# Kapelle St. Nikolaus und St. Wenzel (Cieszyn)
Die Kapelle St. Nikolaus und St. Wenzel (polnisch Rotunda św. Mikołaja w Cieszynie) in Cieszyn ist eine römisch-katholische Kirche der Teschener Burg, am nördlichen Rand der Altstadt.

## Geschichte
Die Kirche wurde Mitte des 12. Jahrhunderts im Stil der Romanik erbaut. Die Rotunde hat im Gegensatz zu den meisten Gebäuden des Burgbergs die Wirren der Zeit, insbesondere die Zerstörung der Burg im Jahr 1647 durch schwedische Truppen, überdauert. Das Abbild der Rotunde befindet sich auf dem 20-Złoty-Schein.